# Liste der denkmalgeschützten Objekte in Hall in Tirol/A–L
Die Liste der denkmalgeschützten Objekte in Hall in Tirol/A–L enthält die 105 (von insgesamt 352) denkmalgeschützten, unbeweglichen Objekte der Stadtgemeinde Hall in Tirol mit den Straßennamen von A bis L.

## Denkmäler
| Foto  |                 | Denkmal | Standort                                  | Beschreibung | Metadaten |
| ----- | --------------- | --- | ----------------------------------------- | --- | --- |
| ja    | Datei hochladen | Bürgerhaus HERIS-ID: 43880 Objekt-ID: 44575 TKK: 70038                                                                            | Agramsgasse 1 Standort KG: Hall           | Das dreigeschoßige, dreiachsige und giebelständige Gebäude wurde Ende des 16. Jahrhunderts errichtet. 1961 und 1967 wurde es umgebaut. An der Straßenseite ein eingeschoßiger Polygonalerker mit Putzspiegel im Parapetfeld, die Fenster weisen eine geohrte Putzfaschenrahmung auf. 1981 erfolgte ein moderner Geschäftseinbau. | BDA-Hist.: Q38005279 Status: Bescheid Stand der BDA-Liste: 2025-06-30 Name: Bürgerhaus GstNr.: .79 |
| ja    | Datei hochladen | Bürgerhaus HERIS-ID: 43879 Objekt-ID: 44574 TKK: 70039                                                                            | Agramsgasse 2 Standort KG: Hall           | Das dreigeschoßige, zweiachsige Gebäude mit Satteldach und zwei kleinen Giebelfenstern stammt aus dem 14. Jahrhundert. Zwischen den beiden Fenstern im zweiten Obergeschoß befindet sich ein stark profilierter barocker Stuckrahmen ohne Bild. Das Rundbogenportal im Erdgeschoß ist aus Nagelfluh mit leicht vorspringendem Sockel und breit abgefastem Gewände. | BDA-Hist.: Q38005270 Status: Bescheid Stand der BDA-Liste: 2025-06-30 Name: Bürgerhaus GstNr.: .109 |
| ja    | Datei hochladen | Bürgerhaus HERIS-ID: 39098 Objekt-ID: 38805 TKK: 70040                                                                            | Agramsgasse 3 Standort KG: Hall           | Das mächtige viergeschoßige Wohngebäude mit sechsachsiger Fassade, Walmdach und kräftigem Kranzgesims stammt im Kern aus dem 2. Drittel des 14. Jahrhunderts. Im Erdgeschoß korbbogiges Nagelfluhportal und drei schlanke Erdbebenpfeiler. Die Gliederung der breiten Fassade erfolgt durch einen vierseitigen, mehrfach profilierten Polygonalerker. Im Inneren breiter tonnengewölbter Flur mit Stichkappen. Die Wendeltreppe hat schräge Wandöffnungen, im ersten Obergeschoß sind die Stuckdecken und Steinböden erwähnenswert. | BDA-Hist.: Q37987101 Status: Bescheid Stand der BDA-Liste: 2025-06-30 Name: Bürgerhaus GstNr.: .80/1 |
| ja    | Datei hochladen | Bürgerhaus HERIS-ID: 43881 Objekt-ID: 44576 TKK: 70041                                                                            | Agramsgasse 4 Standort KG: Hall           | Das viergeschoßige, zweiachsige Gebäude mit Grabendach wurde in der zweiten Hälfte des 16. Jahrhunderts errichtet und 1969 und 1976 umgebaut, dabei wurde es insbesondere durch einen Geschäftseinbau mit übergroßem Auslagenbereich stark verändert. | BDA-Hist.: Q38005287 Status: Bescheid Stand der BDA-Liste: 2025-06-30 Name: Bürgerhaus GstNr.: .108 |
| ja    | Datei hochladen | Bürgerhaus, Haus Zeindl HERIS-ID: 43882 Objekt-ID: 44577 TKK: 70042                                                               | Agramsgasse 5 Standort KG: Hall           | Das viergeschoßige Gebäude mit zweiachsiger Straßenfassade und Satteldach stammt im Kern aus dem 16. Jahrhundert. 1905 wurde es mit einem segmentbogigen Fassadengiebel und reichem Stuckdekor versehen. In der Fassadenmitte befindet sich ein farbiges Wappenmosaik, flankiert von zwei Stuckporträts, im Erdgeschoß ein doppelt gekehltes Rundbogenportal aus Nagelfluh mit Sockel und überkreuzten Stäben aus dem 16. Jahrhundert. Die erneuerte Holztür ist mit einem frühbarocken Schmiedeeisengitter versehen. Die fünfachsige Ostfassade weist zum Hof der Geisterburg. | BDA-Hist.: Q38005296 Status: Bescheid Stand der BDA-Liste: 2025-06-30 Name: Bürgerhaus, Haus Zeindl GstNr.: .81 |
| ja    | Datei hochladen | Bürgerhaus HERIS-ID: 43883 Objekt-ID: 44578 TKK: 70043                                                                            | Agramsgasse 6 Standort KG: Hall           | Das dreigeschoßige, vierachsige Gebäude mit flachem Satteldach und schmalem Blendgiebel stammt im Kern aus dem 16. Jahrhundert. Ein Rechteckerker mit Felderteilung auf volutenförmigen Konsolen reicht über die beiden Obergeschoße. Im Inneren haben sich bemerkenswerte Baudetails wie ein weites Tonnengewölbe im Flur, eine gewendelte Treppenanlage und diverse Rundbögen erhalten. | BDA-Hist.: Q38005306 Status: Bescheid Stand der BDA-Liste: 2025-06-30 Name: Bürgerhaus GstNr.: .105 |
| ja    | Datei hochladen | Bürgerhaus HERIS-ID: 43884 Objekt-ID: 44579 TKK: 70044                                                                            | Agramsgasse 7 Standort KG: Hall           | Das viergeschoßige Gebäude mit dreiachsiger Hauptfassade, Satteldach und profiliertem, flachem Blendgiebel stammt im Kern aus dem 17. Jahrhundert. Ein dreiseitiger Polygonalerker mit Zeltdach reicht über das erste und zweite Obergeschoß der Mittelachse, Das Erdgeschoß ist durch einen segmentbogigen Geschäftsausbruch, Erdbebenpfeiler und ein sockelloses, flach segmentbogiges Nagelfluhportal gegliedert. | BDA-Hist.: Q38005316 Status: Bescheid Stand der BDA-Liste: 2025-06-30 Name: Bürgerhaus GstNr.: .83 |
| ja    | Datei hochladen | Bürgerhaus HERIS-ID: 43886 Objekt-ID: 44581 TKK: 70045                                                                            | Agramsgasse 8 Standort KG: Hall           | Das viergeschoßige, zweiachsige Gebäude mit Satteldach über hölzernem Kranzgesims stammt im Kern aus dem 17. Jahrhundert, die Fassade wurde 1949 erheblich verändert. Im Erdgeschoß befinden sich ein segmentbogiger Geschäftseingang sowie ein rundbogiger Hauseingang mit abgefaster Nagelfluheinfassung. | BDA-Hist.: Q38005347 Status: Bescheid Stand der BDA-Liste: 2025-06-30 Name: Bürgerhaus GstNr.: .104 |
| ja    | Datei hochladen | Bürgerhaus HERIS-ID: 43885 Objekt-ID: 44580 TKK: 70046                                                                            | Agramsgasse 9 Standort KG: Hall           | Das dreigeschoßige Gebäude mit dreiachsiger Fassade und mächtigem, steilem, mit starkem Gesims versehenen Fassadengiebel wurde um 1931 errichtet. In der Mittelachse des ersten Obergeschoßes befindet sich ein eingeschoßiger, zweiseitiger Erker mit stark geschwungenem, weit vorkragendem Dach, im Erdgeschoß ein breiter spitzbogiger Geschäftsausbruch aus Nagelfluh, daneben ein enges, spitzbogiges Nagelfluhportal. | BDA-Hist.: Q38005336 Status: Bescheid Stand der BDA-Liste: 2025-06-30 Name: Bürgerhaus GstNr.: .84 |
| ja    | Datei hochladen | Bürgerhaus HERIS-ID: 39097 Objekt-ID: 38803 TKK: 70047                                                                            | Agramsgasse 10 Standort KG: Hall          | Das zweigeschoßige Gebäude mit Satteldach hat einen spätgotischen Kern. Die dreiachsige Straßenfassade mit flachem Giebel ist durch einen dreiseitigen Erker im zweiten Obergeschoß und ein breit abgefastes Rundbogenportal im Erdgeschoß gegliedert. Im Inneren haben sich bemerkenswerte Baudetails wie ein breiter, tonnengewölbter Flur, mehrere Rundbögen, eine Himmelsleiter und ein breiter, steingedeckter Flur im ersten Obergeschoß erhalten. | BDA-Hist.: Q37987087 Status: Bescheid Stand der BDA-Liste: 2025-06-30 Name: Bürgerhaus GstNr.: .102 |
| ja    | Datei hochladen | Bürgerhaus HERIS-ID: 43888 Objekt-ID: 44583 TKK: 70048                                                                            | Agramsgasse 11 Standort KG: Hall          | Das viergeschoßige Gebäude mit Satteldach stammt aus dem 17. Jahrhundert. Die dreiachsige Straßenfassade ist mit einem über zwei Geschoße reichenden Polygonalerker gegliedert. Die Fenster sind zum Teil mit einer gotischen Laibung versehen. Im Erdgeschoß befindet sich ein moderner Geschäftseinbau. | BDA-Hist.: Q38005368 Status: Bescheid Stand der BDA-Liste: 2025-06-30 Name: Bürgerhaus GstNr.: .85 |
| ja    | Datei hochladen | Bürgerhaus HERIS-ID: 43887 Objekt-ID: 44582 TKK: 70049                                                                            | Agramsgasse 12 Standort KG: Hall          | Das dreigeschoßige, dreiachsige Gebäude mit Satteldach und flachem profiliertem Kranzgesims stammt im Kern aus dem 16./17. Jahrhundert. Die Giebelfassade ist durch einen zweigeschoßigen Polygonalerker über der Mittelachse und ein abgefastes Rundbogenportal mit Nagelfluhgewände und Holztür aus dem 19. Jahrhundert gegliedert. Die Wirkung des Gebäudes wird teilweise durch moderne Fenstereinbauten stark beeinträchtigt. | BDA-Hist.: Q38005358 Status: Bescheid Stand der BDA-Liste: 2025-06-30 Name: Bürgerhaus GstNr.: .101 |
| ja    | Datei hochladen | Bürgerhaus HERIS-ID: 11734 Objekt-ID: 7847 TKK: 70050                                                                             | Agramsgasse 13 Standort KG: Hall          | Das dreigeschoßige, spätgotische Gebäude mit Grabendach und horizontaler Stirnmauer stammt aus dem 14. Jahrhundert. Die dreiachsige Straßenfassade ist durch einen über beide Obergeschoße reichenden Polygonalerker, drei Erdbebenpfeiler und ein sehr breit abgefastes Rundbogenportal aus Höttinger Breccie gegliedert. | BDA-Hist.: Q38110996 Status: Bescheid Stand der BDA-Liste: 2025-06-30 Name: Bürgerhaus GstNr.: .86 |
| ja    | Datei hochladen | Bürgerhaus HERIS-ID: 43889 Objekt-ID: 44584 TKK: 70051                                                                            | Agramsgasse 14 Standort KG: Hall          | Das viergeschoßige, spätgotische Gebäude mit flachem Satteldach und horizontal geschlossener Blendmauer mit breitem Kranzgesims stammt aus dem 16. Jahrhundert. Die zweiseitige Straßenfassade ist durch Fensterstuck (um 1800) und einen dreiseitigen Breiterker gegliedert. Im Inneren haben sich ein weiter, tonnengewölbter Erdgeschoßflur, eine gewölbte Stiege, eine Wendeltreppe und spitzbogige Wandnischen erhalten. | BDA-Hist.: Q38005375 Status: Bescheid Stand der BDA-Liste: 2025-06-30 Name: Bürgerhaus GstNr.: .100 |
| ja    | Datei hochladen | Bürgerhaus HERIS-ID: 97749 Objekt-ID: 113571 TKK: 70052                                                                           | Agramsgasse 15 Standort KG: Hall          | Das Gebäude besteht aus einem schmalen Vorderhaus mit seitlich liegender Treppe, einem daran angestellten, nahezu quadratischen Zubau und einem offenen Hof an der Stadtmauer. Im hinteren Gebäudeteil wurde eine komplexe Abfolge von sechs Bauphasen nachgewiesen, die aufgrund der Mauerwerkscharakteristika in die Zeit vom Ende des 13. bis Ende des 14. Jahrhunderts datiert werden können. In einer Um- und Ausbauphase im 15. Jahrhundert wurde der hofseitige „Turm“ um ein weiteres Geschoß erhöht und die Fenster im Obergeschoß verändert. Im Erdgeschoß wurde eine Mauer mit kleinen Lichtnischen mit dreieckigem Sturz eingezogen, sodass ein schmaler Durchgang in den Hinterhof entstand. In der Barockzeit im 17. Jahrhundert wurde der gesamte Bauteil nochmals aufgestockt. | BDA-Hist.: Q37770358 Status: Bescheid Stand der BDA-Liste: 2025-06-30 Name: Bürgerhaus GstNr.: .87 |
| ja    | Datei hochladen | Bürgerhaus HERIS-ID: 43890 Objekt-ID: 44585 TKK: 70053                                                                            | Agramsgasse 16 Standort KG: Hall          | Das dreigeschoßige, im Kern spätgotische Gebäude mit Grabendach und Kranzgesims stammt vom Ende des 16./Anfang des 17. Jahrhunderts. Die dreiachsige Straßenfassade ist durch einen dreiseitigen polygonalen Mittelerker, ein Rundbogenportal aus Nagelfluh und eine darüber liegende, kleine leere Tuffsteinnische gegliedert. Im Inneren haben sich ein Tonnengewölbe und ein gewendelter, teils erneuerter Stiegenaufgang erhalten. | BDA-Hist.: Q38005379 Status: Bescheid Stand der BDA-Liste: 2025-06-30 Name: Bürgerhaus GstNr.: .99 |
| ja    | Datei hochladen | Bürgerhaus HERIS-ID: 11735 Objekt-ID: 7848 TKK: 70054                                                                             | Agramsgasse 17 Standort KG: Hall          | Das spätgotische, viergeschoßige Gebäude mit Pultdach stammt im Kern aus dem 16. Jahrhundert. An der schmalen, zweiachsigen Straßenfassade mit gerader Stirnmauer befindet sich ein zweiseitiger Erker. Im stark veränderte Inneren haben sich ein langer enger Flur mit flacher Holzdecke und eine originelle Treppenanlage mit Wendeltreppe erhalten. | BDA-Hist.: Q38111006 Status: Bescheid Stand der BDA-Liste: 2025-06-30 Name: Bürgerhaus GstNr.: .88 |
| ja    | Datei hochladen | Bürgerhaus HERIS-ID: 43891 Objekt-ID: 44586 TKK: 70055                                                                            | Agramsgasse 18 Standort KG: Hall          | Das dreigeschoßige, spätgotische Gebäude mit weitem Grabendach stammt im Kern aus dem 16./17. Jahrhundert. Die dreiachsige Straßenfassade ist durch einen auf starken Konsolen ruhenden Rechteckerker mit einfacher Felderteilung in der Mittelachse und ein abgefastes Rundbogenportal gegliedert. Im Inneren haben sich zahlreiche gotische Baudetails wie Gewölbe, Bögen und Laibungen erhalten. | BDA-Hist.: Q38005387 Status: Bescheid Stand der BDA-Liste: 2025-06-30 Name: Bürgerhaus GstNr.: .98 |
| ja    | Datei hochladen | Bürgerhaus HERIS-ID: 43892 Objekt-ID: 44587 TKK: 70056                                                                            | Agramsgasse 19 Standort KG: Hall          | Das dreigeschoßige, dreiachsige spätgotische Gebäude hat ein flaches Satteldach (Kranzgesims mit Hohlkehle) und kleine barocke Dachfenster, der Baukern stammt aus dem 16. Jahrhundert. Die Gliederung der Straßenfassade erfolgt durch einen dreiseitigen, über zwei Achsen laufenden Mittelerker. Im Erdgeschoß ein Erdbebenpfeiler aus Nagelfluh und ein spätgotisches Rundbogenportal mit Sockel und doppelter Kehlung aus Hagauer Marmor. Anmerkung: Identadresse Stadtgraben 24 | BDA-Hist.: Q38005398 Status: Bescheid Stand der BDA-Liste: 2025-06-30 Name: Bürgerhaus GstNr.: .89 |
| ja    | Datei hochladen | Bürgerhaus HERIS-ID: 39099 Objekt-ID: 38807 TKK: 70057                                                                            | Agramsgasse 20 Standort KG: Hall          | Das schmale, viergeschoßige spätgotische Eckhaus mit Walmdach und unregelmäßiger, dreiachsiger Fassade an der Ostseite mit überdachtem Aufgang zu den beiden rundbogig geschlossenen Portalen und stark vortretenden Erdbebenpfeilern stammt im Kern aus dem 16. Jahrhundert. Beide Fassaden sind mit einer einfachen, sehr strengen Quadrierung bemalt, die einachsige Schmalseite im Norden ist schmucklos. | BDA-Hist.: Q37987115 Status: Bescheid Stand der BDA-Liste: 2025-06-30 Name: Bürgerhaus GstNr.: .97 |
| ja    | Datei hochladen | Bürgerhaus HERIS-ID: 11736 Objekt-ID: 7849 TKK: 70058                                                                             | Agramsgasse 21 Standort KG: Hall          | Das schmale, dreigeschoßiges Gebäude mit flachem Satteldach, das im Norden an die Stadtmauer grenzt, hat einen Baukern aus dem 17. Jahrhundert. Die dreiachsige Straßenfassade ist durch einen dreiseitigen Mittelerker über die beiden Obergeschoße gegliedert. Im Erdgeschoß befinden sich ein breit abgefastes Nagelfluhportal und Erdbebenpfeiler. Im Inneren haben sich ein Flur mit Tonnengewölbe, Stichkappen und Graten sowie ein Stiegenaufgang mit schwerem Holzgeländer und Säule von 1774 erhalten. | BDA-Hist.: Q38111046 Status: Bescheid Stand der BDA-Liste: 2025-06-30 Name: Bürgerhaus GstNr.: .90 |
| ja    | Datei hochladen | Bürgerhaus HERIS-ID: 39100 Objekt-ID: 38809 TKK: 70059                                                                            | Agramsgasse 23 Standort KG: Hall          | Das dreigeschoßige, an die Stadtmauer angebaute Eckhaus mit Grabendach und horizontal geschlossener Stirnmauer stammt im Kern aus dem 16./17. Jahrhundert. Die dreiachsige Südfassade ist durch einen über beide Obergeschoße reichenden, dreiseitigen Polygonalerker mit Felderteilung, eine abgefaste Segmentbogenöffnung im Dachboden und ein gotisches, gekehltes Rundbogenportal aus Nagelfluh mit darüber liegender Nische gegliedert. Im Inneren haben sich gotische Baudetails und Reste des ehemaligen Frauenturms erhalten. | BDA-Hist.: Q37987128 Status: Bescheid Stand der BDA-Liste: 2025-06-30 Name: Bürgerhaus GstNr.: .91 |
| ja    | Datei hochladen | Bürgerhaus HERIS-ID: 43893 Objekt-ID: 44588 TKK: 70061                                                                            | Arbesgasse 1 Standort KG: Hall            | Das viergeschoßige Gebäude über unregelmäßigem Grundriss mit Grabendach und horizontal geschlossener Blendmauer mit Gesims stammt im Kern aus dem Anfang des 16. Jahrhunderts. An der Fassade befinden sich mehrere Erdbebenpfeiler aus Hagauer Marmor und Höttinger Breccie. Im stark veränderten Inneren haben sich ein kurzer Flur mit Tonnengewölbe und Stichkappen sowie ein Lichthof mit umlaufender Treppenanlage. erhalten. | BDA-Hist.: Q38005408 Status: Bescheid Stand der BDA-Liste: 2025-06-30 Name: Bürgerhaus GstNr.: .115 |
| ja    | Datei hochladen | Bürgerhaus HERIS-ID: 43894 Objekt-ID: 44589 TKK: 70062                                                                            | Arbesgasse 2 Standort KG: Hall            | Das viergeschoßige, dreiachsige Gebäude stammt im Kern aus dem 14. Jahrhundert. Die Straßenfassade ist durch einen zweigeschoßigen Polygonalerker in der Mittelachse gegliedert. Im Erdgeschoß befindet sich die Haustür mit geradem Sturz und ein über einige Stufen erreichbares Geschäft. Auf der Hofseite schließt sich ein dreigeschoßiger Anbau aus dem 16. Jahrhundert an. | BDA-Hist.: Q38005417 Status: Bescheid Stand der BDA-Liste: 2025-06-30 Name: Bürgerhaus GstNr.: .122 |
| ja    | Datei hochladen | Bürgerhaus HERIS-ID: 43896 Objekt-ID: 44591 TKK: 70063                                                                            | Arbesgasse 3 Standort KG: Hall            | Das dreigeschoßige Gebäude mit mächtiger, dreiachsiger Fassade und steilem Satteldach mit profiliertem Giebelgesims stammt im Kern aus dem 16. Jahrhundert. Die Giebelfassade ist durch Segmentbogen- und zwei Rundbogenportale aus Kramsacher Marmor im Erdgeschoß sowie einen zweigeschoßigen, breiten Rechteckerker auf geschwungenen Nagelfluh-Konsolen gegliedert. Im Inneren haben sich als gotische Baudetails ein Flur mit hohem Kreuzgewölbe und ein gewölbter Stiegenaufgang erhalten. | BDA-Hist.: Q38005439 Status: Bescheid Stand der BDA-Liste: 2025-06-30 Name: Bürgerhaus GstNr.: .116 |
| ja    | Datei hochladen | Bürgerhaus HERIS-ID: 43895 Objekt-ID: 44590 TKK: 70064                                                                            | Arbesgasse 4 Standort KG: Hall            | Das zweigeschoßige, im Hof dreigeschoßige Gebäude mit sechsachsiger Westfassade und flachem Satteldach stammt im Kern aus dem 16. Jahrhundert. In der nördlichen Achse befindet sich ein tonnengewölbter Durchgang mit hohem Torbogen zum Hof. Im Inneren haben sich originale Baudetails wie eine Wendeltreppe erhalten. | BDA-Hist.: Q38005428 Status: Bescheid Stand der BDA-Liste: 2025-06-30 Name: Bürgerhaus GstNr.: .124/4 |
| ja    | Datei hochladen | Bürgerhaus HERIS-ID: 39106 Objekt-ID: 38815 TKK: 70065                                                                            | Arbesgasse 5 Standort KG: Hall            | Das langgestreckte, dreigeschoßige, traufseitige Gebäude stammt im Kern aus dem zweiten Drittel des 14. Jahrhunderts, es gehörte einst den Familien Hammerspach und Kripp. Die Fassade ist durch zwei flache Polygonalerker im zweitenObergeschoß und einen eingeschoßigen Polygonalerker im ersten Obergeschoß unregelmäßig gegliedert. Sie weist außerdem ein großes, breit abgefastes, spätgotisches Portal aus Hagauer Marmor sowie ein Wandgemälde des hl. Nikolaus von 1960 auf. Im Inneren hat sich eine Halle mit Kreuzgratgewölbe erhalten. | BDA-Hist.: Q37987153 Status: Bescheid Stand der BDA-Liste: 2025-06-30 Name: Bürgerhaus GstNr.: .117 |
| ja    | Datei hochladen | Bürgerhaus HERIS-ID: 39107 Objekt-ID: 38816 TKK: 70066                                                                            | Arbesgasse 6 Standort KG: Hall            | Das viergeschoßige Eckhaus mit Satteldach und eher schmucklosen Fassaden stammt im Kern aus dem 16. Jahrhundert. An der Ecke zur Agramsgasse reicht ein mächtiger Polygonalerker mit reicher Gliederung über alle drei Obergeschoße. An der Ostwand befindet sich eine bis ins erste Obergeschoß reichende Erdbebenmauer aus Nagelfluh. Im Inneren hat sich im Erdgeschoß gein roßer Raum mit gotischem Gewölbe erhalten. | BDA-Hist.: Q37987166 Status: Bescheid Stand der BDA-Liste: 2025-06-30 Name: Bürgerhaus GstNr.: .106 |
| ja    | Datei hochladen | Bürgerhaus HERIS-ID: 43897 Objekt-ID: 44592 TKK: 70067                                                                            | Arbesgasse 7 Standort KG: Hall            | Das niedrige, zweigeschoßige und traufständige Gebäude aus dem 18. Jahrhundert wurde im 20. Jahrhundert weitgehend umgebaut. An der Westfassade befindet sich ein tief eingeschnittenes Portal mit geradem Abschluss. Die flachen Anbauten im Hof haben eine Sheddachverglasung. | BDA-Hist.: Q38005449 Status: Bescheid Stand der BDA-Liste: 2025-06-30 Name: Bürgerhaus GstNr.: .118 |
| ja    | Datei hochladen | Bürgerhaus HERIS-ID: 39108 Objekt-ID: 38817 TKK: 70068                                                                            | Arbesgasse 9 Standort KG: Hall            | Das viergeschoßige, zweiachsiges Gebäude mit doppeltem Grabendach stammt im Kern aus dem 15. Jahrhundert. Erdgeschoß und Obergeschoße sind durch ein kräftiges, durchlaufendes Gesims getrennt. Über die drei Obergeschoße der linken Achse läuft ein schmaler, dreiseitiger, sich nach oben verjüngender Polygonalerker. Im Erdgeschoß befindet sich ein hohes, breit abgeschrägtes Rundbogenportal aus Nagelfluh, rechts davon eine kleinere Rundbogenöffnung. Im Inneren haben sich ein tonnengewölbter Flur mit sehr breiten Stichkappen, eine Wendeltreppe und in den Wohnungen zum Teil tonnengewölbte Gänge erhalten. | BDA-Hist.: Q37987178 Status: Bescheid Stand der BDA-Liste: 2025-06-30 Name: Bürgerhaus GstNr.: .119 |
| ja    | Datei hochladen | Bürgerhaus HERIS-ID: 43898 Objekt-ID: 44593 TKK: 70069                                                                            | Arbesgasse 11 Standort KG: Hall           | Das traufseitig zur Straße orientierte, dreigeschoßige Gebäude mit Satteldach stammt im Kern aus dem 16. Jahrhundert. Die dreiachsige Fassade ist mit zwei zweiseitigen Erkern, einem bis zum ersten Obergeschoß reichenden Erdbebenpfeiler aus Nagelfluh und einem verputzten, abgefasten Rundbogenportal gegliedert. Im Inneren haben sich ein tonnengewölbter Flur mit Stichkappen, ein gewölbter Stiegenaufgang, und ein breiter Gang mit Netzgratgewölbe im ersten Obergeschoß erhalten. | BDA-Hist.: Q38005458 Status: Bescheid Stand der BDA-Liste: 2025-06-30 Name: Bürgerhaus GstNr.: .120 |
| ja    | Datei hochladen | Bürgerhaus Zum Jungfernmetzger, Korden-Haus, Koflerandl-Haus HERIS-ID: 39109 Objekt-ID: 38818 TKK: 70070                          | Arbesgasse 13 Standort KG: Hall           | Das schmale, weit in die Tiefe reichende, viergeschoßige Gebäude mit Grabendach stammt im Kern aus dem 16. Jahrhundert. Die dreiachsige Fassade ist mit Sockelgrenze und leicht gekehltem Gesims sowie regelmäßig angeordneten, schmucklosen Fenstern gegliedert. In der Mittelachse befindet sich ein breiter, mehrfach profilierter, dreiseitiger Polygonalerker, an der linken Achse ein rundbogiges Nagelfluhportal. Im Inneren haben sich ein kurzer, hallenartiger Flur mit breitem Tonnengewölbe und Stichkappen, sowie ein tonnengewölbter Stiegenaufgang erhalten. | BDA-Hist.: Q37987192 Status: Bescheid Stand der BDA-Liste: 2025-06-30 Name: Bürgerhaus Zum Jungfernmetzger, Korden-Haus, Koflerandl-Haus GstNr.: .121                                                                                     |
| ja    | Datei hochladen | Bürgerhaus HERIS-ID: 43899 Objekt-ID: 44594 TKK: 70071                                                                            | Arbesgasse 15 Standort KG: Hall           | Das viergeschoßige Eckhaus mit geradem Fassadenabschluss, polygonalem Eckerker im ersten und zweiten Obergeschoß und unregelmäßiger Fassadengliederung stammt im Kern aus der zweiten Hälfte des 16. Jahrhunderts. Die drei- bzw. vierachsige Fassade zur Arbesgasse weist im Erdgeschoß eine segmentbogige Fensteröffnung und ein Segmentbogenportal sowie Erdbebenpfeiler aus Nagelfluh auf. Im ersten Obergeschoß befindet sich ein auf zwei gotischen Kragsteinen ruhender Rechteckerker. Die drei- bzw. zweiachsige Fassade zur Agramsgasse hat ein Rechteckportal in der Mittelachse. | BDA-Hist.: Q38005468 Status: Bescheid Stand der BDA-Liste: 2025-06-30 Name: Bürgerhaus GstNr.: .107 |
| ja    | Datei hochladen | Kindergarten HERIS-ID: 43901 Objekt-ID: 44596 TKK: 70072                                                                          | Bachlechnerstraße 1 Standort KG: Hall     | Der zweigeschoßige Bau über breitem, rechteckigem Grundriss mit weitem Walmdach wurde 1952 als Kindergarten auf dem Gelände des ehemaligen Friedhofs errichtet. | BDA-Hist.: Q38005492 Status: Bescheid Stand der BDA-Liste: 2025-06-30 Name: Kindergarten GstNr.: .921 |
| ja    | Datei hochladen | Ehem. Friedhof mit alter Friedhofskapelle HERIS-ID: 70566 Objekt-ID: 83687 TKK: 70073                                             | bei Bachlechnerstraße 1 Standort KG: Hall | Der Friedhof nordwestlich der Pfarrkirche am Rande der Altstadt wurde 1505 angelegt und 1898 aufgelassen und an den heutigen Standort verlegt. Erhalten geblieben sind die Arkaden und die westliche Friedhofsmauer, die in die Stadtmauer integriert war, mit der Friedhofskapelle. Die offene, bildstockartige Kapelle mit Satteldach und profiliertem Giebel über einem Rundbogen auf zwei Pfeilern stammt vermutlich aus dem 18. Jahrhundert. | BDA-Hist.: Q38125432 Status: Bescheid Stand der BDA-Liste: 2025-06-30 Name: Ehem. Friedhof mit alter Friedhofskapelle GstNr.: 5/1 Former cemetery, Hall in Tirol                                                                          |
| ja    | Datei hochladen | Hauptschule Bachlechnerstraße HERIS-ID: 43900 Objekt-ID: 44595 TKK: 70074                                                         | Bachlechnerstraße 2 Standort KG: Hall     | Das dreigeschoßige Schulgebäude mit regelmäßiger Fassadengliederung wurde 1952 errichtet. An der Südseite befindet sich das von Max Weiler inschriftlich 1952 geschaffene Wandbild Kaiser Maximilian in Hall. | BDA-Hist.: Q38005482 Status: Bescheid Stand der BDA-Liste: 2025-06-30 Name: Hauptschule Bachlechnerstraße GstNr.: .50 Haus am Marktanger                                                                                                  |
| ja    | Datei hochladen | Bürgerhaus HERIS-ID: 43902 Objekt-ID: 44597 TKK: 70075                                                                            | Bachlechnerstraße 3 Standort KG: Hall     | Das Pfarrhaus mit Baukern aus dem zweiten Drittel des 14. Jahrhunderts schließt im Westen an die ehemalige Stadtmauer an. Das dreigeschoßige Gebäude mit vierachsiger Ostfassade und siebenachsiger Nordseite über unregelmäßigem Grundriss ist durch ein Walmdach mit kräftig profiliertem Kranzgesims abgeschlossen. Die Fassaden sind durch barocke Dachbodenfenster, ein korbbogiges Nagelfluhportal mit Keilstein und darüber liegendem Steinrelief des hl. Nikolaus aus dem 19. Jahrhundert sowie Eckquadrierung aus Nagelfluh gegliedert. | BDA-Hist.: Q38005504 Status: Bescheid Stand der BDA-Liste: 2025-06-30 Name: Bürgerhaus GstNr.: .44 |
| ja    | Datei hochladen | Pfarrzentrum St. Franziskus Hall-Schönegg HERIS-ID: 110034 Objekt-ID: 127684 TKK: 70427                                           | Bei der Säule 2 Standort KG: Hall         | Das Pfarrzentrum wurde 1980–1984 nach Plänen von Helmut Dreger und Ernst Bliem errichtet. Der Baukomplex in Hanglage besteht aus Werktagskapelle, Pfarrsaal und Gruppenräumen in der unteren Ebene und Kirche, Sakristei, Pfarrbüro und Pfarrhaus in der oberen Ebene. Die Kirche über quadratischem Grundriss wird an der Südwestecke von einer Treppe erschlossen, die teilweise von einem spitz zusammenlaufenden Dach überspannt wird. Auf dem Flachdach des Baukörpers erhebt sich ein um 45° gedrehtes Pyramidendach, das einen mit Fenstern durchbrochenen kubischen Aufsatz hat. Im Inneren sind die Mauern mit Ziegeln verblendet und der Boden mit Cottoplatten belegt. Der Altar ist eingebettet in den Gemeinderaum und nur durch Marmorstufen hervorgehoben. In der Altarwand hängt ein Kruzifix aus dem 17. Jahrhundert. | BDA-Hist.: Q37816567 Status: § 2a Stand der BDA-Liste: 2025-06-30 Name: Pfarrzentrum St. Franziskus Hall-Schönegg GstNr.: 425/9 St. Franziskus (Hall in Tirol)                                                                            |
| ja    | Datei hochladen | Bildsäule Schwarze Marter HERIS-ID: 105362 Objekt-ID: 122340 TKK: 70172                                                           | bei Bei der Säule 2 Standort KG: Hall     | Die Bildsäule aus Höttinger Breccie stammt aus der Zeit um 1600. Auf einem Sockel mit abgeschrägten Ecken erhebt sich über einer verdichteten, achteckigen Basis eine toskanische Säule, darüber ein vortretender Aufsatz und ein stark vorspringendes, geschweiftes Dach. | BDA-Hist.: Q37805252 Status: § 2a Stand der BDA-Liste: 2025-06-30 Name: Bildsäule Schwarze Marter GstNr.: 425/9 |
| ja    | Datei hochladen | Kaiser Franz Josef-Gedächtniskapelle HERIS-ID: 104282 Objekt-ID: 120936 TKK: 70114                                                | bei Bruckergasse 21 Standort KG: Hall     | Die aus dem 17. Jahrhundert stammende gemauerte Kapelle wurde 1930 umgestaltet. Das Äußere ist mit Gesimsen, Pilastern, einem geschwungenen, vorgezogenen und auf Säulen ruhenden Satteldach und einem Dachreiter mit Zwiebelhaube stark gegliedert. Im Fassadengiebel befindet sich ein marmornes Reliefmedaillon von Kaiser Franz Joseph I., das 1930 von Virgil Rainer geschaffen wurde. Der tonnengewölbte Innenraum ist mit Stichkappen und Perlenschnurstuck aus der ersten Hälfte des 20. Jahrhunderts gestaltet. | BDA-Hist.: Q37799118 Status: § 2a Stand der BDA-Liste: 2025-06-30 Name: Kaiser Franz Josef-Gedächtniskapelle GstNr.: 230/2 Kaiser-Franz-Josef-Gedächtniskapelle, Hall in Tirol                                                            |
| ja    | Datei hochladen | Bürgerhaus, Schneeburg HERIS-ID: 104244 Objekt-ID: 120895 TKK: 70081                                                              | Bruckergasse 15 Standort KG: Hall         | Der ehemalige barocke Ansitz wurde 1657 erstmals urlkundlich erwähnt. Das heutige dreigeschoßige Gebäude mit Doppelwalmdach über mächtigem Baublock mit ruhiger Fassadengliederung wurde im 19. Jahrhundert errichtet. Über dem Portal befindet sich ein kleiner, dekorativer Balkon. Die ehemalige Gartenanlage ist heute mit einer Wohnanlage bebaut, in der Südostecke steht ein Gartenhäuschen. | BDA-Hist.: Q37799033 Status: Bescheid Stand der BDA-Liste: 2025-06-30 Name: Bürgerhaus, Schneeburg GstNr.: 235/3 |
| ja    | Datei hochladen | Kreuzschwesternhaus der Barmherzigen Schwestern HERIS-ID: 55407 Objekt-ID: 64053 TKK: 70082                                       | Bruckergasse 17 Standort KG: Hall         | Das von einer Mauer umgebene zweigeschoßige Gebäude mit Walmdach wurde Anfang des 20. Jahrhunderts errichtet. Die Fassaden sind durch einfache Fensterfaschen und Ecklisenen gegliedert, an der Eingangsfassade befindet sich ein karniesbogenförmiges Portal mit seitlichen Auskragungen. | BDA-Hist.: Q38065345 Status: § 2a Stand der BDA-Liste: 2025-06-30 Name: Kreuzschwesternhaus der Barmherzigen Schwestern GstNr.: 235/2 |
| ja    | Datei hochladen | Rotes Kreuz, ehem. Bezirksgericht HERIS-ID: 55408 Objekt-ID: 64054 TKK: 70085                                                     | Bruckergasse 20 Standort KG: Hall         | Das barocke Gebäude mit dreiachsigem Mittelrisalit und Walmdach wurde im 18. Jahrhundert errichtet und 1955 im Inneren wesentlich umgebaut. Die Fassaden sind mit Putzfaschen, Stuck, Quadrierung und einer Hohlkehle reich gegliedert. | BDA-Hist.: Q38065354 Status: § 2a Stand der BDA-Liste: 2025-06-30 Name: Rotes Kreuz, ehem. Bezirksgericht GstNr.: .436 |
| ja    | Datei hochladen | Kloster der Kreuzschwestern HERIS-ID: 104262 Objekt-ID: 120916 TKK: 70086                                                         | Bruckergasse 24 Standort KG: Hall         | Der massive Baukomplex wurde um 1910 als Mutterhaus der Kreuzschwestern errichtet. Die einzelnen Objekte sind in unterschiedlichen historistischen Stilarten gestaltet, die Fassade weist ein secessionistisches Dekor auf. Die östlichen Anbauten wurden 1954 errichtet. | BDA-Hist.: Q37799070 Status: § 2a Stand der BDA-Liste: 2025-06-30 Name: Kloster der Kreuzschwestern GstNr.: 255/2 |
| ja BW | Datei hochladen | Klosterkirche HERIS-ID: 104263 Objekt-ID: 120917 TKK: 70087                                                                       | Bruckergasse 24 Standort KG: Hall         | Die in den Klosterbau integrierte Kirche springt nach Norden risalitartig vor. Die Fassade ist mit einem Dreieckgiebel und klassizierenden Ornamenten gegliedert. Das ursprünglich neubarocke Innere wurde 1970/1971 nach Plänen von Hans Loch neu gestaltet. | BDA-Hist.: Q37799071 Status: § 2a Stand der BDA-Liste: 2025-06-30 Name: Klosterkirche GstNr.: 255/2 |
| ja    | Datei hochladen | Anlage Burg Hasegg HERIS-ID: 39110 Objekt-ID: 38820 TKK: 70077                                                                    | Burg Hasegg 2-6 Standort KG: Hall         | → Hauptartikel : Burg Hasegg f1 | BDA-Hist.: Q5678774 Status: Bescheid Stand der BDA-Liste: 2025-06-30 Name: Anlage Burg Hasegg GstNr.: .292, .293, .295, .296 Burg Hasegg                                                                                                  |
| ja    | Datei hochladen | Münzertor HERIS-ID: 39146 Objekt-ID: 38857 TKK: 70079                                                                             | bei Burg Hasegg 5 Standort KG: Hall       | Das Tor ist der südliche Abschluss der Burg Hasegg zur Münzergasse und wurde gleichzeitig mit dieser errichtet. Über dem gefasten Rundbogentor befindet sich ein Wappenstein Herzog Siegmunds mit dem österreichischen Bindenschild und dem Tiroler Adler, der 1489 in der Steinmetzwerkstätte der Türing geschaffen wurde. | BDA-Hist.: Q37987581 Status: Bescheid Stand der BDA-Liste: 2025-06-30 Name: Münzertor GstNr.: .293 Münzertor |
| ja    | Datei hochladen | Bürgerhaus, Kleines Fürstenhaus HERIS-ID: 39111 Objekt-ID: 38821 TKK: 70088                                                       | Eugenstraße 1 Standort KG: Hall           | Das dreigeschoßige Eckhaus mit Walmdach und zwei Schauseiten stammt aus dem 14. Jahrhundert und wurde im 17. und 18. Jahrhundert mehrfach umgebaut. Die Fassaden sind neubarock gestaltet und weisen ein Nagelfluhportal und Erdbebenpfeiler auf. Im Inneren befinden sich eine weite, gewölbte Flurhalle und ein ebenerdiger Bibliotheksraum mit Tonnengewölbe und Stichkappen. | BDA-Hist.: Q37987210 Status: Bescheid Stand der BDA-Liste: 2025-06-30 Name: Bürgerhaus, Kleines Fürstenhaus GstNr.: .164 |
| ja    | Datei hochladen | Bürgerhaus HERIS-ID: 39112 Objekt-ID: 38822 TKK: 70089                                                                            | Eugenstraße 2 Standort KG: Hall           | Das breite, viergeschoßige Gebäude mit ausgebautem Dachgeschoß und abgewalmtem Giebeldach geht in das 15. Jahrhundert zurück. An der Fassade aus dem 16. Jahrhundert befindet sich ein rundbogiges, breit abgefastes, gotisches Eingangsportal aus Nagelfluh. Die Südseite weist einen Polygonalerker und massive Substruktionen mit Erdbebenstützen auf. Im Inneren haben sich ein großzügiger, kreuzgewölbter Flur, eine korbbogig geschlossene Tür, ein rundbogiges Nagelfluhportal, eine Wendeltreppe sowie eine Holzbalkendecke im zweiten Obergeschoß erhalten. | BDA-Hist.: Q37987222 Status: Bescheid Stand der BDA-Liste: 2025-06-30 Name: Bürgerhaus GstNr.: .182/1 |
| ja    | Datei hochladen | Bürgerhaus HERIS-ID: 104264 Objekt-ID: 120918 TKK: 70090                                                                          | Eugenstraße 3 Standort KG: Hall           | Das breite, dreigeschoßige Gebäude mit Grabendach stammt im Kern aus dem 16. Jahrhundert. Die neunachsige Fassade wird von einer profilierten, horizontal geschlossenen Blendmauer begrenzt. Das Erdgeschoß weist mit den abgefasten Rundbogenportalen aus Kramsacher Marmor und den segmentbogig geschlossenen Maueröffnungen Merkmale der Spätgotik auf. Die Obergeschoße wurden im 19. Jahrhundert verändert. An den beiden Außenachsen und der Mittelachse befindet sich jeweils ein gleich gestalteter, mit Horizontalgesimsen gegliederter Polygonalerker. Im Inneren haben sich gotische Baudetails erhalten. | BDA-Hist.: Q37799082 Status: Bescheid Stand der BDA-Liste: 2025-06-30 Name: Bürgerhaus GstNr.: .167 |
| ja    | Datei hochladen | Bürgerhaus, Fuchshaus HERIS-ID: 39114 Objekt-ID: 38824 TKK: 70091                                                                 | Eugenstraße 4 Standort KG: Hall           | Das ursprünglich zweigeschoßige, aus dem 14. Jahrhundert stammende Gebäude wurde um 1880 um zwei Geschoße aufgestockt und neu fassadiert. Die fünfachsige Fassade ist durch zwei barocke Rundbogenportale aus Nagelfluh und je einen zweigeschoßigen, dreiseitigen Polygonalerker über der ersten, dritten und fünften Achse gegliedert. An der Erkerbrüstung des Mittelerkers befindet sich ein Medaillon mit Marienemblem. Das Gebäude ist zum Nebenhaus durch Schwibbögen abgestützt. Im Inneren haben sich gotische Baudetails wie eine gewölbte Flurhalle, spitzbogige Lichtnischen, eine Balkendecke und ein Treppenhaus mit Lichtschacht erhalten. | BDA-Hist.: Q37987250 Status: Bescheid Stand der BDA-Liste: 2025-06-30 Name: Bürgerhaus, Fuchshaus GstNr.: .181 |
| ja    | Datei hochladen | Bürgerhaus HERIS-ID: 43903 Objekt-ID: 44598 TKK: 70092                                                                            | Eugenstraße 5 Standort KG: Hall           | Das viergeschoßige, dreiachsige Gebäude mit Satteldach stammt aus dem 16. Jahrhundert. In der Mittelachse des zweiten Obergeschoßes befindet sich ein dreiseitiger Polygonalerker, im Erdgeschoß ein breit abgefastes, segmentbogiges Nagelfluhportal, daneben ein neuerer Ladeneinbau. Im Inneren hat sich eine qualitätvolle, derzeit verbaute Flurhalle mit Netzgratgewölbe erhalten. Im hinteren Teil zur Mustergasse befindet sich eine Halle mit Fächergewölbe und Mittelsäule sowie eine Wendeltreppe mit Lichtschacht. | BDA-Hist.: Q38005514 Status: Bescheid Stand der BDA-Liste: 2025-06-30 Name: Bürgerhaus GstNr.: .168 |
| ja    | Datei hochladen | Bürgerhaus HERIS-ID: 43904 Objekt-ID: 44599 TKK: 70093                                                                            | Eugenstraße 6 Standort KG: Hall           | Das dreigeschoßige, weit in die Tiefe reichende Gebäude mit Grabendach und Blendmauer stammt im Kern aus dem 14. Jahrhundert. Die schmale Straßenfassade ist durch ein abgefastes, verputztes Rundbogenportal gegliedert. Der horizontal geschlossene, einfach getreppte Giebel weist vier kleine Dachbodenöffnungen auf. Im Osten führt ein öffentlicher Durchgang zum Unteren Stadtplatz. An der zweiachsigen Südfassade befindet sich ein barockes Holzkreuz und ein hoher, rundbogig geschlossener, sehr schmaler Mauerausbruch mit steiler Stiege. | BDA-Hist.: Q38005522 Status: Bescheid Stand der BDA-Liste: 2025-06-30 Name: Bürgerhaus GstNr.: .180 |
| ja    | Datei hochladen | Bürgerhaus HERIS-ID: 39115 Objekt-ID: 38825 TKK: 70094                                                                            | Eugenstraße 7 Standort KG: Hall           | Das viergeschoßige Gebäude über rechteckigem Grundriss mit Grabendach stammt im Kern aus dem 14. Jahrhundert. Die vierachsige Fassade wird von einer Stirnmauer mit aufgesetztem Giebel abgeschlossen. Das spätgotische, doppelt und tiefgekehlte Rundbogenportal ist aus Hagauer Marmor. Im Inneren haben sich ein tonnengewölbter Flur mit Stichkappen und aufgesetzten Graten und eine gewölbte Halle mit gedrungenen Nagelfluhsäulen im hinteren Teil des Hauses erhalten. | BDA-Hist.: Q37987262 Status: Bescheid Stand der BDA-Liste: 2025-06-30 Name: Bürgerhaus GstNr.: .169 |
| ja    | Datei hochladen | Bürgerhaus, ehem. Gasthof Goldene Sonne HERIS-ID: 39116 Objekt-ID: 38826 TKK: 70095                                               | Eugenstraße 8 Standort KG: Hall           | Das dreigeschoßige, weit in die Tiefe reichende Gebäude mit Grabendach und horizontaler, mit Zinnen bewehrter Blendmauer stammt im Kern aus dem 15. Jahrhundert und wurde im 18. und 20. Jahrhundert mehrmals verändert. Die Fassade wird von zwei vierseitigen, über zwei Geschoße laufenden Polygonalerkern und einem eingeschoßigen, dreiseitigen Erker geprägt. Im Erdgeschoß befindet sich ein großes, breit abgefastes Rundbogenportal aus Nagelfluh, daneben ein segmentbogig geschlossener Ladenausbruch. Die weiteren Maueröffnungen des Erdgeschoßes sind meist jüngeren Datums. Im Inneren haben sich qualitätvolle Baudetails sowie ein gewölbter Stiegenaufgang erhalten. | BDA-Hist.: Q37987272 Status: Bescheid Stand der BDA-Liste: 2025-06-30 Name: Bürgerhaus, ehem. Gasthof Goldene Sonne GstNr.: .179 |
| ja    | Datei hochladen | Bürgerhaus HERIS-ID: 43905 Objekt-ID: 44600 TKK: 70096                                                                            | Eugenstraße 9 Standort KG: Hall           | Das viergeschoßige, vierachsige Gebäude mit Grabendach hinter horizontal geschlossener Blendmauer stammt aus dem 16. Jahrhundert. Die Giebelfassade ist durch einen zweigeschoßigen Polygonalerker über der dritten Achse, Fenster mit teilweise gotischen Laibungen sowie vier tief eingeschnittene Maueröffnungen mit Korbbogenabschluss im Erdgeschoß gegliedert. | BDA-Hist.: Q38005538 Status: Bescheid Stand der BDA-Liste: 2025-06-30 Name: Bürgerhaus GstNr.: .170, .172 |
| ja    | Datei hochladen | Bürgerhaus HERIS-ID: 43906 Objekt-ID: 44601 TKK: 70097                                                                            | Eugenstraße 10 Standort KG: Hall          | Das viergeschoßige Gebäude mit Satteldach und flachem Blendgiebel stammt aus dem 14. Jahrhundert. Die zweiachsige Fassade zeigt im Erdgeschoß ein breit abgefastes Rundbogenportal aus Nagelfluh sowie einen dreiseitigen, zweigeschoßigen Erker im ersten und zweiten Obergeschoß der rechten Achse. Im Inneren haben sich ein gewölbter Erdgeschoßflur, eine gewölbte Flurhalle im ersten Obergeschoß und weitere bemerkenswerte Baudetails erhalten. Die Südfassade ist für die Stadtsilhouette von großer Bedeutung. | BDA-Hist.: Q38005549 Status: Bescheid Stand der BDA-Liste: 2025-06-30 Name: Bürgerhaus GstNr.: .178 |
| ja    | Datei hochladen | Bürgerhaus HERIS-ID: 43907 Objekt-ID: 44602 TKK: 70098                                                                            | Eugenstraße 11 Standort KG: Hall          | Das viergeschoßige Gebäude mit Grabendach, horizontal geschlossener Blendmauer und dreiachsiger Fassade stammt aus dem 16. Jahrhundert. In der Mitte des ersten Obergeschoßes befindet sich ein dreiseitiger Polygonalerker, im Erdgeschoß ein breit abgefastes Rundbogenportal aus Kramsacher Marmor. Die gesamte Fassade ist mit reichem Stuckmarmor aus dem späten 19. Jahrhundert versehen. Im Inneren haben sich gotische Baudetails wie ein tonnengewölbter Flur, ein gewölbter Stiegenaufgang und eine Balkendecke erhalten. | BDA-Hist.: Q38005557 Status: Bescheid Stand der BDA-Liste: 2025-06-30 Name: Bürgerhaus GstNr.: .171 |
| ja    | Datei hochladen | Bürgerhaus HERIS-ID: 39117 Objekt-ID: 38827 TKK: 70099                                                                            | Eugenstraße 12 Standort KG: Hall          | Das dreigeschoßige Gebäude mit doppeltem Grabendach stammt im Kern vom Anfang des 15. Jahrhunderts. Die sechsachsige Fassade ist durch drei zweigeschoßige, dreiseitige Polygonalerker, im Erdgeschoß durch ein breit abgefastes Nagelfluhportal gegliedert. Im Innenhof befindet sich ein rundes Treppentürmchen, daneben eine Loggienfront. Im Inneren haben sich gotische Baudetails erhalten, insbesondere ein mächtiger, kreuzgratgewölbter Flur mit gedrungenen Nagelfluhsäulen und -pfeilern, die durch massige Gratbögen verbunden sind. | BDA-Hist.: Q37987282 Status: Bescheid Stand der BDA-Liste: 2025-06-30 Name: Bürgerhaus GstNr.: .176, .177 |
| ja    | Datei hochladen | Bürgerhaus HERIS-ID: 39118 Objekt-ID: 38828 TKK: 70100                                                                            | Eugenstraße 13 Standort KG: Hall          | Das dreigeschoßige Gebäude mit Walmdach und drei Straßenfassaden stammt im Kern aus dem 15. Jahrhundert und wurde Ende des 17. Jahrhunderts und um 1900 teilweise verändert. Die sechsachsige Südfassade weist hohe Erdbebenpfeiler, zwei zweigeschoßige, dreiseitige Polygonalerker sowie ein Rundbogenportal aus Nagelfluh auf. Die gesamte Fassade hat eine einfache barocke Stuckgliederung, die Sockelzone ist mit rauen Putzbändern versehen. Im zweiten Obergeschoß befindet sich ein Madonnenfresko in Stuckrahmung. Die Nordfassade ist dreiachsig, die Ostfassade vierachsig. Im Inneren haben sich tonnengewölbte Kellerräume, eine gemauerte Wendeltreppe und einfache Stuckdecken erhalten. | BDA-Hist.: Q37987291 Status: Bescheid Stand der BDA-Liste: 2025-06-30 Name: Bürgerhaus GstNr.: .174 |
| ja    | Datei hochladen | Magdalensbrunnen HERIS-ID: 11731 Objekt-ID: 7844 TKK: 70349                                                                       | vor Eugenstraße 13 Standort KG: Hall      | Der schlichte Steinbrunnen wurde 1951/1952 errichtet. Auf der Brunnensäule befindet sich eine von Rudolf Reinhart geschaffene überlebensgroße Kupferstatue von Erzherzogin Magdalena von Österreich, der Gründerin des Damenstifts. | BDA-Hist.: Q38110952 Status: § 2a Stand der BDA-Liste: 2025-06-30 Name: Magdalensbrunnen GstNr.: 960 Magdalensbrunnen, Hall in Tirol |
| ja    | Datei hochladen | Bürgerhaus, ehem. Kaplanei HERIS-ID: 43908 Objekt-ID: 44603 TKK: 70101                                                            | Eugenstraße 14 Standort KG: Hall          | Das dreigeschoßige Gebäude mit Walmdach. das durch eine Mauer mit der Stiftskirche verbunden ist, wurde in der ersten Hälfte des 18. Jahrhunderts errichtet. Die fünfachsige Nord- und die achtachsige Ostfassade weisen eine einfache Stuckgliederung auf, alle Fenster sind mit Hohlkehlen und Putzfaschen versehen. An der Nordseite befindet sich ein barockes Rundbogenportal aus Nagelfluh, darüber eine Stuckkartusche. Im Inneren haben sich barocke Baudetails erhalten. | BDA-Hist.: Q38005569 Status: Bescheid Stand der BDA-Liste: 2025-06-30 Name: Bürgerhaus, ehem. Kaplanei GstNr.: .175 |
| ja BW | Datei hochladen | Kapelle des sog. Zufluchtshauses, Haus zum Guten Hirten und Friedhof HERIS-ID: 55414 Objekt-ID: 64063 TKK: 29331, 70102, 70103, … | Fassergasse 32 Standort KG: Hall          | An der Stelle des ins 14. Jahrhundert zurückgehenden Ansitzes Edelhauser ließen die Barmherzigen Schwestern zum hl. Vinzenz von Paul aus Zams 1863 ein Zufluchtshaus errichten, das im Laufe der Zeit als Heim für Büßerinnen, Mädchenpensionat, als Fürsorgeheim und zuletzt als Alters- und Pflegeheim Haus zum Guten Hirten diente. Durch Bombentreffer wurde der Gebäudekomplex 1945 schwer beschädigt und nach dem Krieg sukzessive neu errichtet. Die von Josef Vonstadl entworfene neuromanische Kapelle wurde in der Außenerscheinung weitgehend im ursprünglichen Zustand wiederhergestellt und 1959 neu geweiht. Sie erhielt eine neue Innenausstattung von Josef Bachlechner dem Jüngeren. Nördlich der Kapelle schließt der von einer Bruchsteinmauer umfasste Klosterfriedhof an. In die Friedhofsmauer eingebunden sind die einjochige Friedhofskapelle, ein Friedhofskreuz und eine Lourdesgrotte, alle aus dem 19. Jahrhundert. | BDA-Hist.: Q38065390 Status: Bescheid Stand der BDA-Liste: 2025-06-30 Name: Kapelle des sog. Zufluchtshauses, Haus zum Guten Hirten und Friedhof GstNr.: 925, 923/3                                                                       |
| ja    | Datei hochladen | Bürgerhaus, Leitnerhaus HERIS-ID: 39119 Objekt-ID: 38829 TKK: 70107                                                               | Fürstengasse 1 Standort KG: Hall          | | BDA-Hist.: Q37987302 Status: Bescheid Stand der BDA-Liste: 2025-06-30 Name: Bürgerhaus, Leitnerhaus GstNr.: .165 |
| ja BW | Datei hochladen | Bürgerhaus, sog. Fürstenhäusl HERIS-ID: 39120 Objekt-ID: 38830 TKK: 70108                                                         | Fürstengasse 2 Standort KG: Hall          | | BDA-Hist.: Q37987314 Status: Bescheid Stand der BDA-Liste: 2025-06-30 Name: Bürgerhaus, sog. Fürstenhäusl GstNr.: .163 |
| ja    | Datei hochladen | Bürgerhaus, ehem. Ölkopfbadehaus, Bader-Mayr-Haus HERIS-ID: 58268 Objekt-ID: 68806 TKK: 70112                                     | Guarinonigasse 1 Standort KG: Hall        | | BDA-Hist.: Q38081994 Status: Bescheid Stand der BDA-Liste: 2025-06-30 Name: Bürgerhaus, ehem. Ölkopfbadehaus, Bader-Mayr-Haus GstNr.: .92                                                                                                 |
| ja    | Datei hochladen | Friedhof Hall HERIS-ID: 104280 Objekt-ID: 120934 TKK: 70113                                                                       | Hötzendorfplatz 5 Standort KG: Hall       | Der Friedhof nördlich der Stadt wurde 1898 nach Plänen von Peter von Stadl angelegt, der nördliche und größere Teil liegt auf Absamer Gemeindegebiet. Im Süden befindet sich ein Torbau mit romanisierenden Elementen, im Dreiecksgiebelfeld befindet sich ein Steinrelief mit Christus, Maria und Johannes dem Täufer aus der Erbauungszeit. | BDA-Hist.: Q37799096 Status: § 2a Stand der BDA-Liste: 2025-06-30 Name: Friedhof Hall GstNr.: 317/2, .559 Friedhof Hall in Tirol |
| ja    | Datei hochladen | Salesianerinnenkloster und Kirche der Heimsuchung Mariä HERIS-ID: 55394 Objekt-ID: 64037 TKK: 70115, 70116                        | Kaiser-Max-Straße 3 Standort KG: Hall     | Der frühere Ansitz Thurnfeld war ab 1525 im Besitz des Augustinerklosters an der Salvatorkirche und wurde 1571 von Erzherzogin Magdalena erworben und als Erholungsort für die Stiftsdamen ausgebaut. 1582 wurden die Einfriedung, ein freistehendes Schlösschen und die Ecktürme errichtet. 1861 wurden Kloster und Kirche neugebaut. Vom alten Kern sind noch wesentliche Bauteile wie die alte Kapelle, die beiden Ecktürme und die Umfassungsmauer erhalten. Der historistische Kapellenbau mit Nordturm und romanisierenden Elementen ist durch Strebepfeiler, Lisenen und ein Rundbogenfries gegliedert. Die Westfassade mit rundbogig gekehltem Portal wird von einem Treppengiebel abgeschlossen. Im Inneren weist der dreijochige Saalraum eine Stichkappentonne, einen Gurtbogen, eine dreiachsige Westempore und einen einzogezogenen Chor mit Flachkuppel auf.                                                                      | BDA-Hist.: Q38065302 Status: § 2a Stand der BDA-Liste: 2025-06-30 Name: Salesianerinnenkloster und Kirche der Heimsuchung Mariä GstNr.: .441, .442, 1133, 316/1, 316/2, 319, 322/1, 324, 322/2 Kirche Heimsuchung Mariens (Hall in Tirol) |
| ja    | Datei hochladen | Bauernhaus HERIS-ID: 55404 Objekt-ID: 64048 TKK: 70117                                                                            | Kaiser-Max-Straße 7 Standort KG: Hall     | Das breite, zweigeschoßige Bauernhaus mit Grabendach stammt im Kern aus dem 16. Jahrhundert. Die achtachsige Fassade ist durch sechs Ochsenaugen in den Giebeln und ein rundes Nagelfluhportal mit darüber liegender Nische mit Madonnenfigur gestaltet. Im Inneren haben sich gotische Baudetails erhalten. | BDA-Hist.: Q38065331 Status: § 2a Stand der BDA-Liste: 2025-06-30 Name: Bauernhaus GstNr.: .443 |
| ja    | Datei hochladen | Franziskanergymnasium, ehem. Franz Josefs-Gymnasium HERIS-ID: 55412 Objekt-ID: 64061 TKK: 70119                                   | Kathreinstraße 6 Standort KG: Hall        | Das Schulgebäude aus 1899 mit einer späthistoristischen Fassade wurde später mehrfach umgebaut und erweitert. | BDA-Hist.: Q23978446 Status: § 2a Stand der BDA-Liste: 2025-06-30 Name: Franziskanergymnasium, ehem. Franz Josefs-Gymnasium GstNr.: .557                                                                                                  |
| ja    | Datei hochladen | Bürgerhaus HERIS-ID: 43909 Objekt-ID: 44604 TKK: 70120                                                                            | Krippgasse 1 Standort KG: Hall            | | BDA-Hist.: Q38005578 Status: Bescheid Stand der BDA-Liste: 2025-06-30 Name: Bürgerhaus GstNr.: .58 |
| ja    | Datei hochladen | Bürgerhaus HERIS-ID: 39122 Objekt-ID: 38832 TKK: 70121                                                                            | Krippgasse 2 Standort KG: Hall            | | BDA-Hist.: Q37987333 Status: Bescheid Stand der BDA-Liste: 2025-06-30 Name: Bürgerhaus GstNr.: .72 |
| ja    | Datei hochladen | Bürgerhaus, Greilhaus HERIS-ID: 39123 Objekt-ID: 38833 TKK: 70122                                                                 | Krippgasse 3 Standort KG: Hall            | | BDA-Hist.: Q37987344 Status: Bescheid Stand der BDA-Liste: 2025-06-30 Name: Bürgerhaus, Greilhaus GstNr.: .59 |
| ja    | Datei hochladen | Bürgerhaus HERIS-ID: 43910 Objekt-ID: 44605 TKK: 70123                                                                            | Krippgasse 4 Standort KG: Hall            | | BDA-Hist.: Q38005587 Status: Bescheid Stand der BDA-Liste: 2025-06-30 Name: Bürgerhaus GstNr.: .71 |
| ja    | Datei hochladen | Bürgerhaus, Stockerhaus HERIS-ID: 39124 Objekt-ID: 38834 TKK: 70124                                                               | Krippgasse 6 Standort KG: Hall            | | BDA-Hist.: Q37987355 Status: Bescheid Stand der BDA-Liste: 2025-06-30 Name: Bürgerhaus, Stockerhaus GstNr.: .70 |
| ja    | Datei hochladen | Wohn- und Geschäftshaus, Postamt HERIS-ID: 43911 Objekt-ID: 44606 TKK: 70125                                                      | Krippgasse 7 Standort KG: Hall            | Der Gebäudekomplex im Heimatstil wurde 1912 nach Plänen von Theodor Fischer errichtet und ist dessen einziges Werk in Tirol. Der Bau ist aus verschiedenen historisierenden Stilelementen zusammengesetzt (neugotisches Erdgeschoß, neubarocke Obergeschoße) und weist typische Elemente von Tiroler Altstadthäusern wie einen Laubengang auf. Der figurale und ornamentale Schmuck (Köpfe, Früchte, Posthörner u.a.) an der Fassade wurde von Wilhelm Nida-Rümelin geschaffen. | BDA-Hist.: Q38005596 Status: Bescheid Stand der BDA-Liste: 2025-06-30 Name: Wohn- und Geschäftshaus, Postamt GstNr.: .49, .46 Postamt, Hall in Tirol                                                                                      |
| ja    | Datei hochladen | Bürgerhaus HERIS-ID: 43912 Objekt-ID: 44607 TKK: 70126                                                                            | Krippgasse 8 Standort KG: Hall            | | BDA-Hist.: Q38005604 Status: Bescheid Stand der BDA-Liste: 2025-06-30 Name: Bürgerhaus GstNr.: .69 |
| ja    | Datei hochladen | Bürgerhaus HERIS-ID: 43913 Objekt-ID: 44608 TKK: 70127                                                                            | Krippgasse 10 Standort KG: Hall           | Das breite, sechsachsige und viergeschoßige, traufständige Gebäude stammt im Kern vom Ende des 17./Anfang des 18. Jahrhunderts. 1954 wurde durch einen größeren Umbau mit Geschäftseinbau im Erdgeschoß die Fassade wesentlich verändert. | BDA-Hist.: Q38005616 Status: Bescheid Stand der BDA-Liste: 2025-06-30 Name: Bürgerhaus GstNr.: .68 |
| ja    | Datei hochladen | Bürgerhaus, ehem. Feuerwehr HERIS-ID: 43914 Objekt-ID: 44609 TKK: 70128                                                           | Krippgasse 11 Standort KG: Hall           | Der eingeschoßige, traufseitig zur Straße errichtete Bau mit zweigeschoßigem, turmartigem Mittelrisalit wurde im 14. Jahrhundert errichtet. Er diente ursprünglich als Feuerwehrhaus und wird heute vom Kulturlabor Stromboli genutzt. Im Erdgeschoß befinden sich drei Rundbogenöffnungen und ein Geschäftseinbau von 1988. | BDA-Hist.: Q38005626 Status: Bescheid Stand der BDA-Liste: 2025-06-30 Name: Bürgerhaus, ehem. Feuerwehr GstNr.: .45, .576 Kulturlabor Stromboli                                                                                           |
| ja    | Datei hochladen | Hundebrunnen HERIS-ID: 104356 Objekt-ID: 121143 TKK: 70137                                                                        | bei Krippgasse 11 Standort KG: Hall       | Der Hundebrunnen am ehemaligen Feuerwehrhaus wurde um 1920 zur Erinnerung an die im Ersten Weltkrieg gefallenen Feuerwehrleute errichtet. Er ist mit einer trauernden Bronzemaske gestaltet, aus deren Augen Wasser rinnt. | BDA-Hist.: Q37799460 Status: § 2a Stand der BDA-Liste: 2025-06-30 Name: Hundebrunnen GstNr.: .45 |
| ja    | Datei hochladen | Bürgerhaus HERIS-ID: 43915 Objekt-ID: 44610 TKK: 70129                                                                            | Krippgasse 12 Standort KG: Hall           | Das dreigeschoßige, dreiachsige Gebäude wurde Ende des 17. oder Anfang des 18. Jahrhunderts errichtet und im 19. Jahrhundert stark umgebaut. Das Eingangsportal weist einen Rundbogenabschluss und eine Breccieeinfassung auf, die beiden Erdgeschoßfenster sind mit schmiedeeisernen Gittern versehen. | BDA-Hist.: Q38005650 Status: Bescheid Stand der BDA-Liste: 2025-06-30 Name: Bürgerhaus GstNr.: .67 |
| ja    | Datei hochladen | Bürgerhaus HERIS-ID: 43916 Objekt-ID: 44611 TKK: 70130                                                                            | Krippgasse 14 Standort KG: Hall           | | BDA-Hist.: Q38005660 Status: Bescheid Stand der BDA-Liste: 2025-06-30 Name: Bürgerhaus GstNr.: .66 |
| ja    | Datei hochladen | Bürgerhaus HERIS-ID: 43917 Objekt-ID: 44612 TKK: 70131                                                                            | Krippgasse 16 Standort KG: Hall           | Das dreigeschoßige, traufseitig zur Straße orientierte Gebäude stammt im Kern aus dem 18. Jahrhundert und wurde 1869/70 umgebaut. Die dreiachsige Fassade ist durch einen zweigeschoßigen, über die Dachhöhe reichenden Rechteckerker in der Mittelachse und ein profiliertes Kranzgesims gegliedert. Im Erdgeschoß befindet sich ein Geschäftseingang mit Hüftbogenabschluss und einer Einfassung aus Höttinger Breccie sowie eine gerade geschlossener Eingang in Breccieeinfassung mit hölzerner Tür aus dem 19. Jahrhundert. | BDA-Hist.: Q38005669 Status: Bescheid Stand der BDA-Liste: 2025-06-30 Name: Bürgerhaus GstNr.: .65 |
| ja    | Datei hochladen | Bürgerhaus HERIS-ID: 43918 Objekt-ID: 44613 TKK: 70132                                                                            | Krippgasse 18 Standort KG: Hall           | Das dreigeschoßige, dreiachsige Gebäude stammt im Kern aus dem 16./17. Jahrhundert. Durch mehrere Umbauten im 20. Jahrhundert, insbesondere durch moderne Geschäftseinbauten mit übergroßen Auslagenfesntern im Erdgeschoß wurde es stark verändert. | BDA-Hist.: Q38005679 Status: Bescheid Stand der BDA-Liste: 2025-06-30 Name: Bürgerhaus GstNr.: .64 |
| ja    | Datei hochladen | Bürgerhaus HERIS-ID: 43919 Objekt-ID: 44614 TKK: 70133                                                                            | Krippgasse 20 Standort KG: Hall           | Das viergeschoßige, traufseitig zur Straße orientierte Gebäude mit Satteldach und kräftigem Dachgesims mit Hohlkehle stammt im Kern aus dem 17. Jahrhundert. Die dreiachsige Fassade ist mit einem dreiseitigen Polygonalerker in der Mittelachse des zweiten Obergeschoßes gegliedert. Im Erdgeschoß befinden sich ein breit abgefastes Nagelfluhportal und ein neuerer Mauerausbruch. Im Inneren haben sich ein tonnengewölbter Flur mit segmentbogiger Wandnische und ein gewölbter Raum im rückwärtigen Teil erhalten. | BDA-Hist.: Q38005686 Status: Bescheid Stand der BDA-Liste: 2025-06-30 Name: Bürgerhaus GstNr.: .63 |
| ja    | Datei hochladen | Bürgerhaus HERIS-ID: 43920 Objekt-ID: 44615 TKK: 70134                                                                            | Krippgasse 22 Standort KG: Hall           | Das viergeschoßige Gebäude mit Satteldach und horizontal geschlossener Blendmauer stammt im Kern aus dem 16. oder 17. Jahrhundert. Die zweiachsige Fassade ist durch Erdbebenpfeiler und einen zweigeschoßigen polygonalen Obergeschoßerker gegliedert. Im Inneren haben sich gotische Baudetails wie ein kurzer tonnengewölbter Flur, eine Himmelsleiter und Gewölbe sowie Decken aus dem 17. Jahrhundert erhalten. | BDA-Hist.: Q38005694 Status: Bescheid Stand der BDA-Liste: 2025-06-30 Name: Bürgerhaus GstNr.: .62 |
| ja    | Datei hochladen | Bürgerhaus HERIS-ID: 43921 Objekt-ID: 44616 TKK: 70135                                                                            | Krippgasse 24 Standort KG: Hall           | Das viergeschoßige Gebäude mit Satteldach und Blendmauer stammt im Kern aus dem 16. oder 17. Jahrhundert. Die dreiachsige Fassade ist mit einem zweigeschoßigen, dreiseitigen Mittelerker in den Obergeschoßen gegliedert. Die stuckierte Gestaltung der Erkerfelder und Fensterfaschen und die Eckquadrierung stammen aus dem 19. Jahrhundert. Im Inneren hat sich ein kreuzgewölbter Flur erhalten. | BDA-Hist.: Q38005701 Status: Bescheid Stand der BDA-Liste: 2025-06-30 Name: Bürgerhaus GstNr.: .61 |
| ja    | Datei hochladen | Bürgerhaus HERIS-ID: 43922 Objekt-ID: 44617 TKK: 70136                                                                            | Krippgasse 26 Standort KG: Hall           | Das dreigeschoßige Gebäude über unregelmäßig geschwungenem Grundriss mit traufseitig zur Straße orientiertem Satteldach und starker Hohlkehle stammt im Kern aus dem 18. Jahrhundert. Die vierachsige Fassade ist mit vier Erdbebenpfeilern und gemalten Fensterfaschen gegliedert. Im Mauerwerk sind Reste des ehemaligen Fragturms integriert. | BDA-Hist.: Q38005709 Status: Bescheid Stand der BDA-Liste: 2025-06-30 Name: Bürgerhaus GstNr.: .60/1 |
| ja    | Datei hochladen | Basispunkt der Landvermessung HERIS-ID: 100324 Objekt-ID: 116547 TKK: 70138                                                       | gegenüber Kugelanger 9 Standort KG: Hall  | Die Basislinie der Tiroler Landesvermessung 1851 wurde zwischen Hall und Innsbruck gezogen. Dieser Basispunkt markiert das östliche Ende der Grundlinie, der westliche Endpunkt befindet sich in Innsbrucker Stadtteil Mühlau. | BDA-Hist.: Q37775874 Status: § 2a Stand der BDA-Liste: 2025-06-30 Name: Basispunkt der Landvermessung GstNr.: 818/1 Hall in Tirol Basispunkt der Landvermessung                                                                           |
| ja    | Datei hochladen | Bürgerhaus HERIS-ID: 39125 Objekt-ID: 38836 TKK: 70139                                                                            | Kurzer Graben 1 Standort KG: Hall         | Das lange, dreigeschoßige, gekrümmte Gebäude mit gerader Scheinfassade stammt im Baukern aus dem 15. und 16. Jahrhundert. Die Fassade ist durch vier hohe Erdbebenmauern mit dazwischen liegenden, eingebauten Läden und zwei über die beiden Obergeschoße reichenden Polygonalerkern gegliedert. | BDA-Hist.: Q37987364 Status: Bescheid Stand der BDA-Liste: 2025-06-30 Name: Bürgerhaus GstNr.: .161 |
| ja    | Datei hochladen | Bürgerhaus, Trefflerhaus HERIS-ID: 39126 Objekt-ID: 38837 TKK: 70140                                                              | Kurzer Graben 2 Standort KG: Hall         | Das viergeschoßige Eckhaus mit Grabendach stammt im Kern aus dem 16. Jahrhundert. Die Seite zum Kurzen Graben zeigt eine fünfachsige, im Eingangsgeschoß sechsachsige Fassade mit zeltgedecktem Polygonalerker, breitem Rundbogenportal und bis zum ersten Obergeschoß reichendem Stützpfeiler. Die Fenster liegen in tiefen Laibungen, im Giebel befinden sich kleeblattförmige Öffnungen. Die Fassade zum Langen Graben ist zweiachsig mit leicht abgefastem Flachbogenportal im Erdgeschoß. Im ersten Obergeschoß befindet sich in jeder Achse ein Polygonalerker mit Zeltdach, Anlauf und Gesimsen, dazwischen hängt ein barockes Holzkruzifix. Im Inneren haben sich gotische Gewölbe, Fenster und Lichtnischen erhalten. | BDA-Hist.: Q37987375 Status: Bescheid Stand der BDA-Liste: 2025-06-30 Name: Bürgerhaus, Trefflerhaus GstNr.: .185 |
| ja    | Datei hochladen | Bürgerhaus HERIS-ID: 43923 Objekt-ID: 44618 TKK: 70141                                                                            | Kurzer Graben 4 Standort KG: Hall         | | BDA-Hist.: Q38005714 Status: Bescheid Stand der BDA-Liste: 2025-06-30 Name: Bürgerhaus GstNr.: .187 |
| ja    | Datei hochladen | Bürgerhaus HERIS-ID: 39127 Objekt-ID: 38838 TKK: 70142                                                                            | Kurzer Graben 6 Standort KG: Hall         | | BDA-Hist.: Q37987388 Status: Bescheid Stand der BDA-Liste: 2025-06-30 Name: Bürgerhaus GstNr.: .184 |
| ja    | Datei hochladen | Bürgerhaus HERIS-ID: 43924 Objekt-ID: 44619 TKK: 70143                                                                            | Kurzer Graben 8 Standort KG: Hall         | | BDA-Hist.: Q38005725 Status: Bescheid Stand der BDA-Liste: 2025-06-30 Name: Bürgerhaus GstNr.: .183 |
| ja    | Datei hochladen | Bürgerhaus, Hinterseberhaus HERIS-ID: 39128 Objekt-ID: 38839 TKK: 70144                                                           | Langer Graben 1 Standort KG: Hall         | | BDA-Hist.: Q37987400 Status: Bescheid Stand der BDA-Liste: 2025-06-30 Name: Bürgerhaus, Hinterseberhaus GstNr.: .17 |
| ja    | Datei hochladen | Bürgerhaus, Karl Jäger-Haus HERIS-ID: 39129 Objekt-ID: 38840 TKK: 70145                                                           | Langer Graben 2 Standort KG: Hall         | | BDA-Hist.: Q37987422 Status: Bescheid Stand der BDA-Liste: 2025-06-30 Name: Bürgerhaus, Karl Jäger-Haus GstNr.: .186 |
| ja    | Datei hochladen | Bürgerhaus, Spengler-Seegerhaus HERIS-ID: 39130 Objekt-ID: 38841 TKK: 70146                                                       | Langer Graben 3 Standort KG: Hall         | | BDA-Hist.: Q37987433 Status: Bescheid Stand der BDA-Liste: 2025-06-30 Name: Bürgerhaus, Spengler-Seegerhaus GstNr.: .16 |
| ja    | Datei hochladen | Bürgerhaus, ehem. Wirtstaverne Zum Elefanten HERIS-ID: 39131 Objekt-ID: 38842 TKK: 70147                                          | Langer Graben 5 Standort KG: Hall         | | BDA-Hist.: Q37987443 Status: Bescheid Stand der BDA-Liste: 2025-06-30 Name: Bürgerhaus, ehem. Wirtstaverne Zum Elefanten GstNr.: .14 |
| ja    | Datei hochladen | Geschäftslokal HERIS-ID: 43925 Objekt-ID: 44620 TKK: 70149                                                                        | Langer Graben 9 Standort KG: Hall         | Der einfache Ladenvorbau aus dem 19. Jahrhundert ist Teil einer Reihe von eingeschoßigen Geschäftsbauten, die rund um die Pfarrkirche angeordnet sind und gleichzeitig die Südbegrenzung des Oberen Stadtplatzes und die Westbegrenzug des Langen Grabens bilden. | BDA-Hist.: Q38005735 Status: Bescheid Stand der BDA-Liste: 2025-06-30 Name: Geschäftslokal GstNr.: .12 |
| ja    | Datei hochladen | Geschäftslokal HERIS-ID: 104370 Objekt-ID: 121158 TKK: 70150                                                                      | Langer Graben 11 Standort KG: Hall        | Der Ladenvorbau mit gusseiserner Auslagen- und Portalrahmung aus dem 19. Jahrhundert ist Teil einer Reihe von eingeschoßigen Geschäftsbauten, die rund um die Pfarrkirche angeordnet sind und gleichzeitig die Südbegrenzung des Oberen Stadtplatzes und die Westbegrenzug des Langen Grabens bilden. | BDA-Hist.: Q37800098 Status: Bescheid Stand der BDA-Liste: 2025-06-30 Name: Geschäftslokal GstNr.: .11 |
| ja    | Datei hochladen | Geschäftslokal HERIS-ID: 104372 Objekt-ID: 121160 TKK: 70151                                                                      | Langer Graben 13 Standort KG: Hall        | Der Ladenvorbau aus dem 19. Jahrhundert weist die für das zweite Biedermeier typischen eklektizistischen Formen auf und ist durch ein Mansarddach mit Dachgaupen sowie eine gusseiserne Auslagen- und Portalrahmung gegliedert. Er ist Teil einer Reihe von eingeschoßigen Geschäftsbauten, die rund um die Pfarrkirche angeordnet sind und gleichzeitig die Südbegrenzung des Oberen Stadtplatzes und die Westbegrenzug des Langen Grabens bilden. | BDA-Hist.: Q37800107 Status: Bescheid Stand der BDA-Liste: 2025-06-30 Name: Geschäftslokal GstNr.: .10 |
| ja    | Datei hochladen | Geschäftslokal HERIS-ID: 104373 Objekt-ID: 121161 TKK: 70152                                                                      | Langer Graben 15 Standort KG: Hall        | Der Ladenvorbau aus dem 19. Jahrhundert ist Teil einer Reihe von eingeschoßigen Geschäftsbauten, die rund um die Pfarrkirche angeordnet sind und gleichzeitig die Südbegrenzung des Oberen Stadtplatzes und die Westbegrenzug des Langen Grabens bilden. | BDA-Hist.: Q37800118 Status: Bescheid Stand der BDA-Liste: 2025-06-30 Name: Geschäftslokal GstNr.: .9, .8 |
| ja    | Datei hochladen | Bürgerhaus, ehem. Lamplwirtshaus HERIS-ID: 43927 Objekt-ID: 44622 TKK: 70153                                                      | Lendgasse 2 Standort KG: Hall             | | BDA-Hist.: Q38005755 Status: Bescheid Stand der BDA-Liste: 2025-06-30 Name: Bürgerhaus, ehem. Lamplwirtshaus GstNr.: .286 |
| ja    | Datei hochladen | Bürgerhaus, Unteres Brockengut HERIS-ID: 39132 Objekt-ID: 38843 TKK: 70154                                                        | Lendgasse 3 Standort KG: Hall             | | BDA-Hist.: Q37987450 Status: Bescheid Stand der BDA-Liste: 2025-06-30 Name: Bürgerhaus, Unteres Brockengut GstNr.: .480/2 |
| ja    | Datei hochladen | Ehem. Sommerhaus der Haller Handelsherren Högwein, Schopperkarl-Haus HERIS-ID: 39133 Objekt-ID: 38844 TKK: 70155                  | Lendgasse 7 Standort KG: Hall             | | BDA-Hist.: Q37987461 Status: Bescheid Stand der BDA-Liste: 2025-06-30 Name: Ehem. Sommerhaus der Haller Handelsherren Högwein, Schopperkarl-Haus GstNr.: 572/7                                                                            |

## Ehemalige Denkmäler
| Foto |                 | Denkmal                                                              | Standort                           | Beschreibung | Metadaten |
| ---- | --------------- | -------------------------------------------------------------------- | ---------------------------------- | --- | --- |
| ja   | Datei hochladen | Ordenshaus, Kreuzschwesternhaus Objekt-ID: 120898 TKK: 70083bis 2018 | Bruckergasse 17a Standort KG: Hall | Das eingeschoßige gemauerte Gebäude mit Walmdach und unregelmäßiger Achsengliederung wurde Anfang des 20. Jahrhunderts errichtet. Es wurde um 2020 abgetragen und durch den Neubau einer Wohnanlage ersetzt. | BDA-Hist.: Q37799044 Status: § 2a Stand der BDA-Liste: 2018-01-22 Name: Ordenshaus, Kreuzschwesternhaus GstNr.: .402 |